# Eingriffsregelung in Deutschland
Die Eingriffsregelung (auch Eingriffs-Ausgleichs-Regelung) ist im deutschen Recht das bedeutendste Instrument zur Durchsetzung von Belangen des Naturschutzes, das in der „Normal-Landschaft“ greift, also auch außerhalb naturschutzrechtlich gesicherter Gebiete. Grundidee ist ein generelles Verschlechterungsverbot für Natur und Landschaft.
Mit der Eingriffsregelung sollen negative Folgen von Eingriffen in Natur und Landschaft (Beeinträchtigungen) vermieden und minimiert werden. Des Weiteren sollen nicht vermeidbare Eingriffe durch Maßnahmen des Naturschutzes ausgeglichen werden.
Die wichtigsten Rechtsgrundlagen sind §§ 14 und 15 des Bundesnaturschutzgesetzes (BNatSchG) sowie §§ 1a und 35 des Baugesetzbuches (BauGB). Einzelheiten ergeben sich aus den Naturschutzgesetzen (Landschaftspflegegesetzen u. a.) der Länder.
Mit Inkrafttreten des neuen Bundesnaturschutzgesetzes im März 2010 hat sich die Rechtsgrundlage der Eingriffsregelung geändert. Vorher war das Bundesnaturschutzgesetz ein Rahmengesetz, die eigentlich verbindliche Rechtsvorschrift war das Naturschutzgesetz des jeweiligen Bundeslandes. Nunmehr ist das Bundesgesetz selbst Rechtsgrundlage.
Das Verfahren zur Anwendung der Eingriffsregelung legt § 17 BNatSchG fest. Für alle Vorhaben, die aufgrund anderer Rechtsvorschriften ohnehin einer Zulassung durch eine Behörde bedürfen, wird das Verfahren von der dafür zuständigen Fachbehörde im Benehmen mit der zuständigen Naturschutzbehörde (also unter deren nahezu einvernehmlicher Beteiligung, aber keine Veto-Funktion) durchgeführt. Dies wird als „Huckepack-Verfahren“ bezeichnet. Bedarf ein Eingriff keiner anderweitigen behördlichen Zulassung, so ist kein Trägerverfahren für die Eingriffsregelung verfügbar, und die Naturschutzbehörde entscheidet selbständig. Dies gilt auch für ansonsten genehmigungsfreie Vorhaben, soweit es sich dabei um Eingriffe im Sinne des Gesetzes handelt. Der Antragsteller muss der Behörde unaufgefordert alle erforderlichen Unterlagen, insbesondere über Art und Schwere des geplanten Eingriffs und die geplanten Ausgleichsmaßnahmen, vorlegen. Die Behörde darf dazu spezielle Gutachten verlangen. Bei Eingriffen aufgrund von Fachplanungen (insbesondere: bei Planfeststellungen) muss sie ein solches Gutachten verlangen.
In der Bauleitplanung ist die Eingriffsregelung seit dem sog. Baurechtskompromiss Teil der städteplanerischen Gesamtabwägung. So sollen Eingriff und Ausgleich in ein Gesamtkonzept eingebunden werden.

## Definition Eingriff
Der Begriff des Eingriffes wird im § 14 Abs. 1 BNatSchG definiert.
Der Inhalt lautet:
„Eingriffe in Natur und Landschaft im Sinne dieses Gesetzes sind Veränderungen der Gestalt oder Nutzung von Grundflächen oder Veränderungen des mit der belebten Bodenschicht in Verbindung stehenden Grundwasserspiegels, die die Leistungs- und Funktionsfähigkeit des Naturhaushalts oder das Landschaftsbild erheblich beeinträchtigen können.“
Es stehen sich bei Vorhaben, die einen solchen Eingriff darstellen, zwei entgegengesetzte Interessen gegenüber: zum einen das Interesse des Vorhabenträgers an der Durchführung seines Projektes, zum anderen die Belange des Natur- und Landschaftsschutzes (hier insbesondere: geringstmöglicher „Verbrauch von Natur und Boden“). Ob ein bestimmtes Vorhaben überhaupt einen Eingriff darstellt, ist als unbestimmter Rechtsbegriff von der Behörde zu entscheiden. In der Regel sind Listen typischer Vorhaben im Gebrauch, wo bei den darauf verzeichneten Vorhaben regelmäßig von einem Eingriff im Sinne des Gesetzes ausgegangen wird. Die Ländergesetze – z. B. das Landesnaturschutzgesetz NRW (LNatSchG NRW) – regeln teilweise im Einzelnen, welche Vorhaben (Straßenbau, Gewerbeansiedlung) als Eingriffe gelten oder grundsätzlich nicht als Eingriffe anzusehen sind. Stellenweise erfolgt dies durch untergesetzliche Regelwerke (Rechtsverordnung). Strittig sind häufiger die Schwere des Eingriffs und (damit verbunden) der Umfang und die Kosten der Kompensationsmaßnahmen. Dabei wird über Biotopwertverfahren versucht, den Bewertungsmaßstab zu vereinheitlichen. In der Bundeskompensationsverordnung ist dies für Vorhaben im Zuständigkeitsbereich der Bundesverwaltung geregelt, um eine länderübergreifend vereinheitlichte naturschutzrechtlichen Eingriffsregelungen zu gewährleisten. Daneben existieren landesspezifische Biotopwertverfahren und Regelungen zum Ausgleich über Ökokonten oder Flächenpools.

## Landwirtschaftsprivileg
Die land-, forst- und fischereiwirtschaftliche Bodennutzung ist nicht als Eingriff anzusehen, soweit dabei die Ziele des Naturschutzes und der Landschaftspflege berücksichtigt werden. Das ist regelmäßig der Fall, wenn die Anforderungen an die gute fachliche Praxis erfüllt werden. Diese Anforderungen ergeben sich aus § 5 Abs. 2 bis 4 BNatSchG, den in § 17 Abs. 2 des Bundes-Bodenschutzgesetzes niedergelegten Grundsätzen und dem jeweiligen Fachrecht. Damit soll die „tägliche Wirtschaftsweise“ des Landwirts, also die wiederkehrende und auf Fortsetzung angelegte Bodenbearbeitung, von naturschutzrechtlichen Anordnungen freigestellt werden. Demnach darf ein Landwirt ohne Einholung einer Genehmigung sein Feld umpflügen, während er zum Umpflügen seiner Wiese eine Genehmigung benötigt.

## Ausgleichspflicht

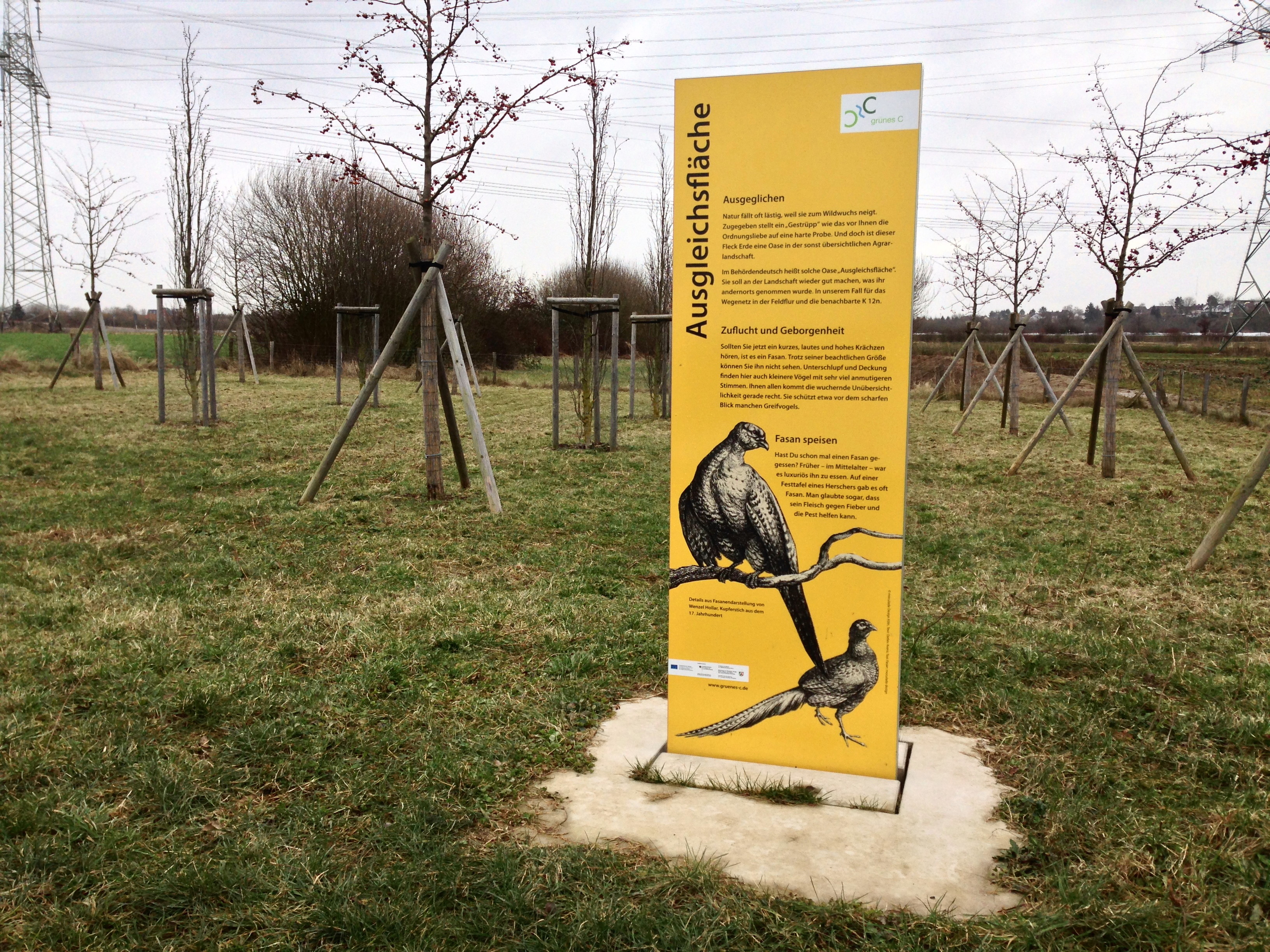
Informationstafel des Projekts Grünes C zu einer Ausgleichsfläche für Straßen- und Wegebaumaßnahmen in Alfter, Nordrhein-Westfalen

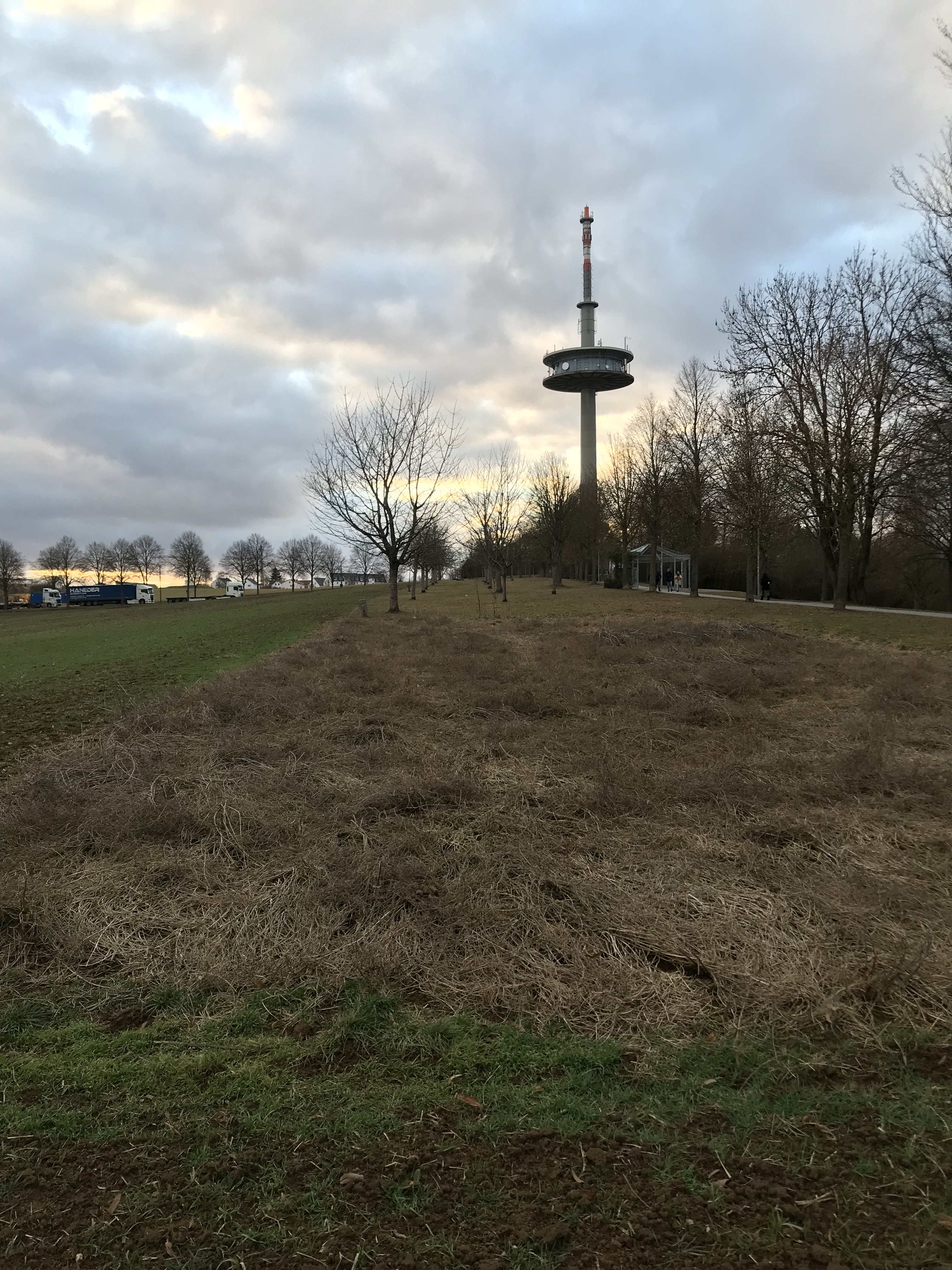
Ausgleichsfläche zwischen Feld und Parkanlage am südlichen Stadtrand von Regensburg, Bayern

Die sich aus dem Eingriff ergebenden Beeinträchtigungen von Natur und Landschaft sind funktional auszugleichen, oder es sind gleichwertige andere Aufwertungen vorzunehmen. Der früher im Gesetz verankerte Vorrang der (funktionalen) Ausgleichsmaßnahmen gegenüber den (an anderer Stelle oder zugunsten anderer Naturgüter erfolgenden) Ersatzmaßnahmen ist mit dem Gesetz von 2009 entfallen.
Eine gestufte Regelung, wie sie das BNatSchG vorsieht, ist auch im US-amerikanischen Umweltrecht verankert. Für Vorhaben, die Eingriffe in bestimmte schützenswerte Gebiete darstellen oder zur Folge haben, gilt ein nahezu deckungsgleiches Verfahren. Dass dort jedoch nur Feuchtgebiete (nach der Sektion 404 des Clean Water Act) und Habitate bestimmter geschützter Arten (nach dem Endangered Species Act) solchermaßen geschützt sind, liegt am eher punktuellen Ansatz des US-amerikanischen Naturschutzrechts.

### Vermeidungs- und Minimierungsgebot, Untersagung
Man unterscheidet zwischen
- „vermeidbaren“ negativen Auswirkungen (Beeinträchtigungen) und
- „unvermeidbaren“ Auswirkungen (dto.).

Vermeidbare Beeinträchtigungen müssen vermieden werden. Unvermeidbare Beeinträchtigungen müssen so weit als möglich minimiert werden. Zur Vermeidung von Beeinträchtigungen sieht die entsprechende Fachplanung häufig Schutz- oder Minderungsmaßnahmen vor. Beispiele: Bei der Baumaßnahme müssen einzelne Bäume erhalten werden. Diese müssen während der Bauphase besonders geschützt werden. Bleiben Beeinträchtigungen übrig, müssen sie kompensiert werden (§ 15 BNatSchG); an Ausnahmen sind hohe Forderungen geknüpft.
Näheres regeln die Ländergesetze. Dabei geht es meistens nicht darum, ob ein Eingriff an sich vermeidbar wäre. Eine Untersagung des Eingriffs im Zuge der Eingriffsregelung ist theoretisch vom Gesetz her abgedeckt, in der Praxis aber nur auf Umwegen (Rechtsmängel, Rechtsbruch) und daher nur implizit möglich. In der Praxis werden solche Hindernisse meistens im Planungsprozess ausgeräumt (die Planung wird modifiziert).

### Kompensationsmaßnahmen
Die Kompensation der Beeinträchtigungen lässt sich erreichen:
- durch Ausgleich bzw. Ausgleichsmaßnahmen (Kompensation im räumlich und funktionalem Zusammenhang): Die beeinträchtigte Funktion des Naturhaushaltes wird am selben Ort zeitnah durch eine andere Maßnahme verbessert. Beispiel: Durch die Versiegelung eines Straßenneubaus wird die Grundwasserneubildung verringert. In unmittelbarer Nähe wird eine alte Straße auf derselben Fläche abgebaut (Rückbau). Dieselbe Menge Regenwasser kann versickern, die Beeinträchtigung der Funktion ist ausgeglichen.
- durch Ersatz bzw. Ersatzmaßnahmen (Kompensation durch in der Regel nicht-funktionale, aber „gleichwertige“ Maßnahmen im räumlichen Zusammenhang, nur in schwierigen Fällen nicht im räumlichen Zusammenhang.): Natur und Landschaft werden an anderer Stelle (weit entfernt) verbessert oder eine andere Funktion wird in der Nähe aufgewertet. Statt des Rückbaus werden beispielsweise Bäume gepflanzt oder der Rückbau findet woanders statt. Es können aber auch Baumpflanzungen an anderer Stelle stattfinden. Ersatzmaßnahmen sollen mit der einschlägigen Landschaftsplanung übereinstimmen.

Ausgleichs- und Ersatzmaßnahmen werden häufig als Kompensationsmaßnahmen zusammengefasst.
In der Praxis ist das größte Problem bei der Umsetzung der Kompensationsmaßnahmen häufig, dass entsprechende Grundstücke nicht zur Verfügung stehen. Da der Verursacher des Eingriffs für den Ausgleich zuständig ist, muss auch dieser (und nicht etwa die Behörde) diese Grundstücke bereitstellen. Kann er dies nicht, bieten sog. Flächenpools einen Ausweg (§ 16 BNatSchG Bevorratung von Kompensationsmaßnahmen). Kompensationsflächen und -maßnahmen können in solchen Pools zusammengefasst werden. Der Oberbegriff „Pools“ wird in der Praxis in verschiedenen Formen umgesetzt:
- Flächen, die für Kompensationsmaßnahmen geeignet sind, können in Katastern zusammengefasst werden. In diesem Fall wird meist die Eignung und Verfügbarkeit der Flächen vorgeprüft, aber es werden noch keine konkreten Schritte zur Umsetzung der Maßnahmen unternommen. Ein räumlicher Zusammenhang der Flächen ist nicht unbedingt erforderlich
- Es können – meist zusammenhängende – Flächen bereits für Kompensationsmaßnahmen gesichert werden, z. B. durch Erwerb. Ziel ist hier oft, komplexe Naturschutzmaßnahmen auf zusammenhängenden Flächen zu ermöglichen
- Wenn auf Poolflächen bereits im Voraus Kompensationsmaßnahmen durchgeführt werden, spricht man von „Flächen- und Maßnahmenbevorratung“.

Pools sind ca. seit der BauGB-Novelle 1998, die eine Diskussion über Flexibilisierung der Eingriffsregelung in Gang setzte, ein im Naturschutz vieldiskutiertes Konzept. Es gibt mittlerweile etliche Praxisbeispiele und Institutionen (z. B. Flächenagenturen), die Pools für die Eingriffsregelung entwickeln.
Bei Produktionsintegrierter Kompensation (PIK) erfolgt die Kompensation durch extensive, an konkreten Naturschutzzielen ausgerichtete Bewirtschaftung von landwirtschaftlichen Acker- oder Grünlandflächen.
Ersatzzahlung: In Ausnahmefällen können Eingriffe mit nicht kompensierbaren Beeinträchtigungen durch eine Ersatzzahlung abgegolten werden (§ 15 Abs. 6 BNatSchG). Dies ist nur dann zulässig, wenn eine andere Kompensation nicht möglich ist. Für die Höhe der Ersatzzahlung sind die durchschnittlichen Kosten für die ersparte Kompensationsmaßnahme (mit allen Nebenkosten) zugrunde zu legen.

## Verfahren der Eingriffsregelung
Die Anwendung der Eingriffsregelung erfolgt in einer Abfolge einzelner sachlich abgegrenzter, aufeinander aufbauender Arbeitsschritte, die sich aus den Fragestellungen und dem Prüfauftrag der Eingriffsregelung ergeben.

### Ablauf
- Schritt 1: Festlegung des vom geplanten Eingriff voraussichtlich betroffenen Raumes.
Welcher Raum wird von den geplanten Bauvorhaben voraussichtlich betroffen?
- Schritt 2: Erfassung und Bewertung von Natur und Landschaft im vom Eingriff betroffenen Raum.
Welche Bedeutung hat die Ausprägung von Natur und Landschaft dieses Raumes für den Naturschutz und die Landschaftspflege?
- Schritt 3: Ermittlung und Bewertung von Beeinträchtigungen der Leistungsfähigkeit des Naturhaushaltes und des Landschaftsbildes durch den geplanten Eingriff.
Können Natur und Landschaft durch die geplanten Bauvorhaben beeinträchtigt werden?
- Schritt 4: Vermeidung von Beeinträchtigungen.
Können diese Beeinträchtigungen vermieden werden und welche Vorkehrungen zur Vermeidung sind erforderlich?
- Schritt 5: Minimierung der Beeinträchtigungen: Wie sind unvermeidbare Beeinträchtigungen zu minimieren?
- Schritt 6: Ermittlung der Ausgleichbarkeit erheblicher Beeinträchtigungen und Festlegung von Ausgleichsmaßnahmen oder Ersatzmaßnahmen.
Können die unvermeidbaren erheblichen Beeinträchtigungen ausgeglichen werden und welche Ausgleichsmaßnahmen sind erforderlich? Welche Ersatzmaßnahmen sind für die nicht ausgleichbaren Beeinträchtigungen erforderlich?
- Schritt 7: Gegenüberstellung von Beeinträchtigungen und Vorkehrungen zur Vermeidung, Ausgleichs- und Ersatzmaßnahmen.
Werden die Eingriffsfolgen den Verpflichtungen der Eingriffsregelung gemäß bewältigt?

Zur Bewertung der Eingriffsfolgen schreibt der Gesetzgeber kein bestimmtes Verfahren vor. In der Praxis wird dem Verursacher (konkret in der Regel: Dem von ihm beauftragten Fachgutachter) von der Naturschutzbehörde häufig die Anwendung eines bestimmten Bewertungsverfahrens nahegelegt. Die Abwägung der Eingriffsfolgen kann durch freie Beschreibung (verbal-argumentativ) oder durch Anwendung eines formalisierten Bewertungsverfahrens (in der Praxis die Regel), meist vom Typus eines Biotopwertverfahrens, erfolgen.

## Vorschriften zur Anwendung in der Bauleitplanung

### Die Eingriffsregelung im Baugesetzbuch
Nach § 18 BNatSchG ist die Eingriffsregelung für Bauleitpläne (d. h. im Wesentlichen Flächennutzungspläne und Bebauungspläne) nach den Vorschriften des Baugesetzbuchs zu entscheiden. Grundlage für die Eingriffsregelung in der Bauleitplanung ist der § 1a BauGB. Die Eingriffsregelung ist demnach im Rahmen der Begründung des jeweiligen Plans zu leisten. Nach § 2a BauGB ist der dafür vorgesehene Ort der Umweltbericht.

### Bebauungsplan
Seit Inkrafttreten des Investitionserleichterungs- und Wohnbaulandgesetzes 1993 (Art. 5), das die Planungs- und Genehmigungsverfahren verkürzen sollte, wird die Eingriff-Ausgleich-Regelung im besiedelten Bereich nicht mehr im einzelnen Baugenehmigungsverfahren angewendet, um diese Verfahren zu beschleunigen.
Die Eingriff-Ausgleich-Regelung ist auf die Ebene des Bebauungsplans (B-Plan) vorverlagert, bereits bei Aufstellung und Änderung des B-Planes als Teil der bauleitplanerischen Abwägung anzuwenden und nicht erst bei dessen Verwirklichung durch konkrete Bauvorhaben. Damit soll sichergestellt werden, dass die Belange des Naturschutzes trotz der Lockerung planerischer Anforderungen für einzelne Bauvorhaben nicht unberücksichtigt bleiben. Die notwendigen Kompensationsmaßnahmen werden als Ergebnis des bauleitplanerischen Abwägungsprozesses verbindlich festgesetzt. Dazu gehören die Flächen zur Vermeidung und zum Ausgleich voraussichtlich erheblicher Beeinträchtigungen des Landschaftsbildes sowie der Leistungs- und Funktionsfähigkeit des Naturhaushalts (§ 1a Abs. 3 Satz 2, § 9 Abs. 1a BauGB). Flächen oder Maßnahmen zum Schutz, zur Pflege und zur Entwicklung von Boden, Natur und Landschaft (SPE-Maßnahmen gem. § 9 Abs. 1 Nr. 20 BauGB) dienen dagegen der städtebaulichen Entwicklung und setzen keinen vorherigen Eingriff in Natur und Landschaft voraus.
Kompensationsmaßnahmen sollen spätestens bei Verwirklichung der Planung von den Bauherren umgesetzt werden. Soweit Kompensationsmaßnahmen in öffentliche Flächen verlagert wurden, können die Kommunen die Kosten auf die Bauherrschaften umlegen (§ 135a BauGB) (Verursacherprinzip). Ob Kompensationsmaßnahmen als Festsetzungen in den Bebauungsplan übernommen werden oder über einen städtebaulichen Vertrag gem. § 11 BauGB durchgeführt werden, hängt von den übergeordneten, verbindlichen örtlichen Zielen ab. Diese Ziele sind im Flächennutzungsplan (oder im Landschaftsplan, sofern er Rechtsverbindlichkeit besitzt: Ländersache), aufgeführt. Kann eine Kompensation nicht erfolgen (letztlich eine politische Entscheidung) und widerspricht dies nicht den Zielen übergeordneter Planung, wird im Rahmen des § 1 BauGB abgewogen, welche Belange im Rang vorgehen.

### Abwägungsgebot in der Bauleitplanung
Voraussetzung einer gerechten Abwägung der öffentlichen Belange untereinander ist, dass drei wesentliche Anforderungen eingehalten werden: (1) die entscheidungserheblichen Belange (d. h. die Fakten) müssen ausreichend ermittelt sein, sie müssen (2) entsprechend ihrer Bedeutung gewichtet und es müssen (3) die unterschiedlichen und häufig auch gegenläufigen privaten und öffentlichen Belange in ein angemessenes Verhältnis zueinander gebracht werden. Es besteht aber ein planerischer Gestaltungsspielraum, in der Kollision unterschiedlicher Belange und Interessen einer bestimmten Lösung den Vorzug zu geben und damit notwendigerweise andere Interessen hintenanzustellen. Werden einzelne Schutzgüter oder Belange ohne plausible Erklärung nicht untersucht oder gar nicht erwähnt, kann dies zu einem „Abwägungsfehler“ führen. Ein Mangel liegt auch vor, wenn die von der Landschaftsplanung vorgeschlagenen Kompensationsmaßnahmen ohne ernsthafte Prüfung der Realisierbarkeit als nicht realisierbar zurückgewiesen werden.

### Geltungsbereich des Flächennutzungsplans
Der als vorbereitende Bauleitplanung zu den Bauleitplanverfahren zählende Flächennutzungsplan (§ 5 BauGB) kann keine Festsetzungen treffen, er stellt die Bedürfnisse der Gemeinde dar und kann daher Flächen für Ausgleichsflächen darstellen (§ 5 Abs. 2a BauGB).

### Geltungsbereich von Bebauungsplänen
Im Geltungsbereich von Bebauungsplänen nach § 9 BauGB (Inhalt des B-Plans), § 12 BauGB (Vorhabenbezogener Bebauungsplan), § 13a BauGB (Bebauungsplan der Innenentwicklung), § 30 Abs. 1 BauGB (Anforderungen an einen sog. qualifizierten Bebauungsplan) und § 33 Abs. 1 BauGB (sog. Planreife) sowie in der nach § 18 Abs. 1 BNatSchG gleichgestellten Einbeziehungssatzung nach § 34 Abs. 4 Satz 1 Nr. 3 BauGB ist die Eingriffsregelung bereits in das Planverfahren vorverlagert; der jeweilige Plan stellt bereits den Eingriff dar.

### Vorhaben im Innenbereich (§ 34 BauGB)
In im Zusammenhang bebauten Ortsteil nach § 34 BauGB, der sog. Innenbereich (Flächen innerhalb von Siedlungen, die meistens im Flächennutzungsplan als Bauflächen gekennzeichnet sind), wo also kein Bebauungsplan besteht, ist die Eingriffsregelung für Vorhaben nicht anzuwenden (§ 18 Abs. 2 BNatSchG).
Das bedeutet, dass auf einem vollständig unbebauten Grundstück nach § 34 BauGB eine Neubebauung zulässig ist, die sich am Gebietscharakter orientiert. Darstellungen des Flächennutzungsplanes und andere Planungsvorschriften müssen aber beachtet werden. Die Baubehörde setzt die zuständige Umweltbehörde (in der Regel die untere Naturschutzbehörde) von dem Vorhaben in Kenntnis. Die Naturschutzbehörde hat eine Frist von 4 Wochen, um zu dem Vorhaben Stellung zu nehmen. Äußert sie sich nicht, wird „nach Aktenlage“ entschieden.
Die Durchsetzungsmöglichkeiten der Naturschutzbehörde erstrecken sich hierbei kaum auf die Eingriffsregelung, weil diese nicht anzuwenden ist (s. o.), sondern nur auf andere Bereiche des Naturschutzes (z. B. Artenschutz; gesetzlich geschützte Biotope – § 30 BNatSchG).

#### Gebietscharakter
Der Gebietscharakter orientiert sich an der Bebauung der Umgebung. Der Gebietscharakter kann durch verschiedene Merkmale geprägt sein. In der Regel sind es Art und Maß der baulichen Nutzung, z. B. Wohnen und Gewerbe als Art, Geschossfläche und überbaute Grundstücksfläche als Maß (vgl. auch Baunutzungsverordnung (BauNVO)). Aber auch andere wesentliche gestalterische Merkmale der Nachbarbebauung wie Dachformen, die im Bebauungsplan auch festgesetzt werden könnten, können den Gebietscharakter ausmachen. Dies bezieht sich immer auf relativ einheitliche Gebiete, in denen eine Abstrahierung der Merkmale möglich ist. Ein sehr inhomogenes Gebiet ist wie ein Außenbereich zu behandeln, wenn keine Merkmale abstrahiert werden können. Dazu gibt es im Einzelfall unterschiedliche Urteile, Kommentare und Vorgehensweisen.

### Vorhaben im Außenbereich (§ 35 BauGB)
Im Außenbereich nach § 35 BauGB (außerhalb der im Zusammenhang bebauten Ortsteile; vgl. hierzu § 34 Abs. 1 BauGB) gelten für Bauvorhaben vor Anwendung der Eingriff-Ausgleich-Regelung verschärfte Bedingungen. Es sind zu unterscheiden privilegierte Nutzungen (§ 35 Abs. 1; z. B. Landwirtschaft), Nutzungsänderungen, Erweiterungen oder Ersatzbauten mit engeren Auflagen (§ 35 Abs. 4), Außenbereichssatzungen (§ 35 Abs. 6) und Einzelfall-Zulassungen (§ 35 Abs. 2). Auch wenn die nach Abs. 1 bis 4 zulässigen Vorhaben nach Abs. 5 Satz 1 in einer flächensparenden, die Bodenversiegelungen auf das notwendige Maß begrenzenden und den Außenbereich schonenden Weise auszuführen sind, ist die Eingriff-Ausgleich-Regelung meist anzuwenden, auch bei der (durch vorstehende Bestimmung nicht erfassten) Außenbereichssatzung nach Abs. 6, da ein Eingriff erfolgt (außer z. B. bei reinen Umnutzungen von Gebäuden). Im Gegensatz zum B-Plan oder zur Satzung nach § 34 Abs. 4 Satz 1 Nr. 3 (Einbeziehungssatzung) mit der vorgelagerten Eingriffsregelung erfolgt diese hier beim jeweiligen Bauvorhaben.

### Kompensation
§ 200a des BauGB definiert die Voraussetzungen für eine zeitliche, räumliche und funktionale Entkoppelung von Kompensationen. Die zeitliche und räumliche Entkoppelung ermöglicht die Einführung von Ökokonten. Sie dienen vorwiegend dazu, Kompensationsmaßnahmen vorhalten zu können, um schneller auf Investitionswünsche zu reagieren. Das Ökokonto sollte nicht dazu dienen, Kompensationen von vornherein räumlich-funktional entkoppelt durchzuführen. Eine Entkoppelung ist nur zulässig, solange sie den (örtlichen) verbindlichen Zielen der Landschaftsplanung, im Landschaftsplan festgelegt, oder den Festsetzungen und Zielen (auch textlich formulierte Ziele) der übergeordneten Planung nicht widerspricht. Dies ist vor allem in Gebieten städtischer Überwärmung, hinsichtlich des Grundwasserschutzes und auch hinsichtlich der Freiraumversorgung zu beachten.
Zur Festlegung der Kompensationsmaßnahmen werden unterschiedliche Verfahren angewendet. Meist handelt es sich um Verfahren vom Typus der Biotopwertverfahren.

### Abweichende Vorschriften
Je nach Land und Art der Vorhaben können aber auch weitergehende Vorschriften gelten (Landesnaturschutzgesetze). Sie können auch für nicht kompensierbare Beeinträchtigungen Ausgleichszahlungen ermöglichen.
Weitere bundesweite Abweichungen sind:
- raumbedeutsame Planungen (Bergbau, Windenergie etc., Fernstraßen unterliegen dem Umweltverträglichkeitsprüfungsgesetz)
- Gebiete, die den Kriterien der Fauna-Flora-Habitat-Richtlinie entsprechen, unabhängig davon, ob sie förmlich gemeldet sind oder nicht: Hier sind weiträumig Alternativen zu prüfen. Beeinträchtigungen von FFH-Gebieten sind der bauleitplanerischen Abwägung nicht zugänglich. Die Entscheidungskaskade für die Alternativenprüfung für Natura 2000 Gebiete ist im Bundesnaturschutzgesetz (BNatSchG) geregelt.
- besonders geschützte Biotope nach § 30 Bundesnaturschutzgesetz oder der Landesnaturschutzgesetze, unabhängig von ihrem Meldestatus, sind bei der Abwägung besonders zu berücksichtigen (Bundesrecht bricht Satzung!).

## Kritik
Die Eingriffsregelung ist auf allen Anwendungsebenen zahlreicher Kritik ausgesetzt. Mehrere wissenschaftliche Studien belegen eine stark defizitäre Umsetzung. Einem relativ hohen Prozentsatz der eigentlich rechtlich verbindlichen Ausgleichsverpflichtungen wird nicht nachgekommen. Eine Fallstudie in Süddeutschland stellte fest, dass fast 30 % der 124 untersuchten, rechtsverbindlich durchzuführenden Ausgleichsmaßnahmen, in der Landschaft nicht zu finden sind. Außerdem hat zusätzlich ein wesentlich größerer Anteil der Ausgleichsflächen nicht die im Sinne des Gesetzgebers und des Naturschutzes geforderte/gewünschte Qualität. Die Eingriffsregelung konnte den hohen Flächenverbrauch in Deutschland (etwa 60 ha/Tag neue Siedlungs- und Verkehrsfläche) nicht stoppen. Konzeptionell ist sie dafür auch nur bedingt geeignet, denn eine Flächenversiegelung kann beispielsweise auch mit einer Aufwertung einer Streuobstwiese ausgeglichen werden.
Folgende weitere Kritikpunkte finden sich in der Literatur (Auswahl):
- Es gibt faktisch keine Kontrollinstanz der Ausgleichsflächen. Formal sind die Unteren Behörden für die Kontrolle der korrekten Umsetzung der Ausgleichsverpflichtung zuständig. Diese können dieser aufgrund der dann enormen Arbeitsbelastung aber faktisch nicht nachkommen, sodass Missstände nicht bekannt und nicht behoben werden. Es existiert so auch keine Kontrolle der korrekten Pflege pflegebedürftiger Ausgleichsmaßnahmen (z. B. regelmäßiger Schnitt von Streuobstbeständen, die im Zuge der Ausgleichsverpflichtung angelegt wurden).[2]
- Überhaupt gilt die Pflegeverpflichtung für Ausgleichsmaßnahmen aus Gründen der Verhältnismäßigkeit (je nach Bundesland) nur 25–30 Jahre. Pflegebedürftige Ausgleichsmaßnahmen, die die überwiegende Mehrheit aller Maßnahmen umfassen, sind nach Ablauf dieser Zeitspanne nicht mehr verpflichtend weiter zu pflegen und werden daher vermutlich in vielen Fällen naturschutzfachlich degradieren. Auf der anderen Seite wird der Eingriff diese Zeitspanne in der Regel weit überschreiten - das gilt speziell für Flächenversiegelungen.[2]
- Die Bewertung der Eingriffswirkung und der Ausgleichsverpflichtung wird in der Regel im Sinne des Eingreifers, der auch der Geldgeber ist, abgewickelt (z. B. bei der Schaffung von Neubaugebieten im kommunalen Siedlungsbereich). Damit wird der real zu erbringende Ausgleich eher kleiner. Diese Spielräume sind rechtens.[5]
- Die zahlreichen Ausgleichsmaßnahmen werden z. B. zwischen den Kommunen nicht koordiniert und entfalten damit nicht ihre potentiell mögliche positive Wirkung im Sinne des Biotopverbundes.[2]
- Die rechtlichen und formalen Auflagen der Eingriff-Ausgleichsregelungen sind auch für Naturschutzexperten fachlich kaum mehr nachvollziehbar, was die Kontrolle und Umsetzung erheblich erschwert.[2]
- Speziell bei dem punktuellen Ausgleich mit flächiger Wirkung (z. B. Bau von Fischtreppen, Entfugung von Mauern) als Sonderfall der Erfüllung der Ausgleichsverpflichtung, werden oftmals sehr viele Punkte auf das (vorgezogene) Ausgleichskonto gutgeschrieben. Das heißt, dass diese Punkte für den Ausgleich eines möglicherweise unverhältnismäßig großen Eingriffs verrechnet werden können.[5]